# Remeyerhofstraße

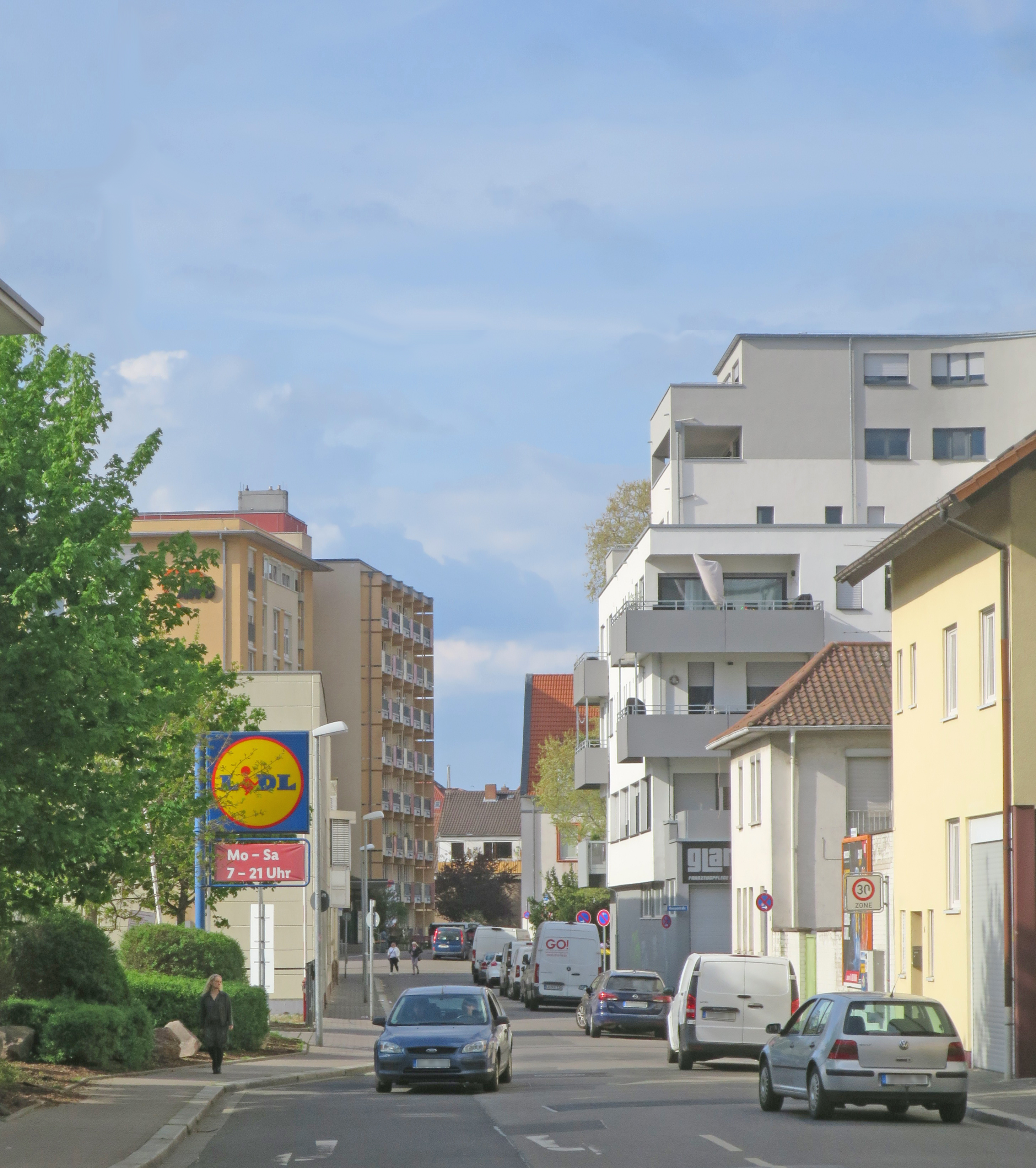
Blick vom Berliner Ring nach Norden

Die Remeyerhofstraße in Worms liegt in der historischen Verbindung zwischen der Innenstadt und der davon im Norden gelegenen Liebfrauenkirche.

## Geografische Lage
Die Remeyerhofstraße beginnt am Berliner Ring und führt in nördliche Richtung bis zur Straße Liebfrauenstift, in die sie zusammen mit der von Westen kommenden Eulenburgstraße mündet. Beide Straßen bildeten früher die Verbindung zwischen der Martinspforte, dem wichtigsten Tor des inneren Mauerrings im Norden der Stadtbefestigung Worms, und der davor gelegenen Liebfrauenkirche.

## Bezeichnung
Die Bezeichnung der Straße leitet sich vom Remeyerhof ab, einem ursprünglich im 16. Jahrhundert errichteten Adelssitz, der von Truppen König Ludwig XIV. 1689 im Pfälzischen Erbfolgekrieg zusammen mit der Stadt Worms zerstört wurde. Von dem barocken Nachfolgegebäude aus dem 18. Jahrhundert sind im Gebäude Remeyerhofstraße 20 bauliche Reste erhalten.

## Geschichte

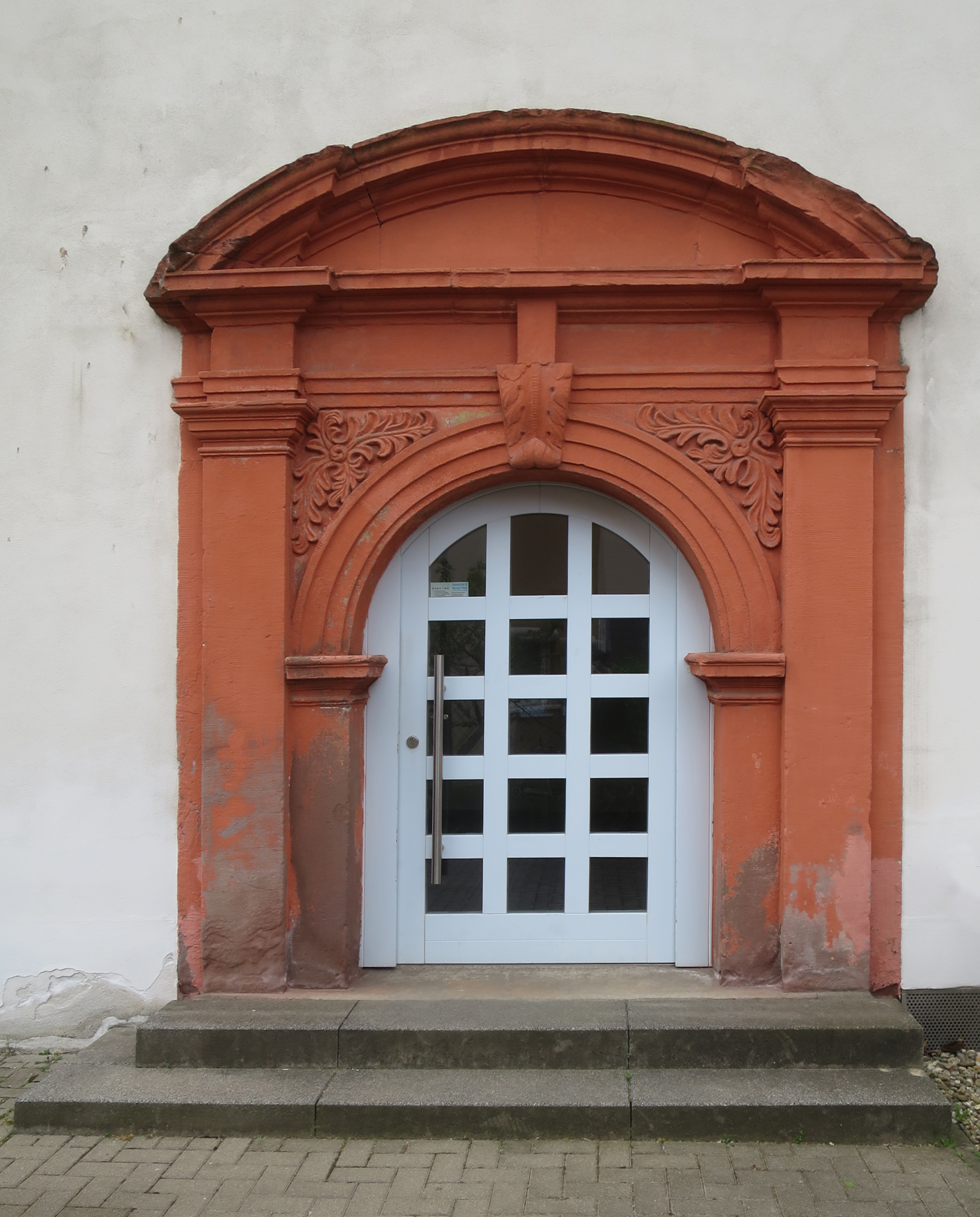
Barockportal des Remeyerhofes, Remeyerhofstraße 20

Die Anlage der Remeyerhofstraße ist mindestens hochmittelalterlich. Zu den Straßenverläufen nördlich des römischen Worms gibt es nur wenige Belege. Im Spätmittelalter entwickelte sich in diesem Bereich vor der – später so bezeichneten – inneren Stadtmauer und der dann angelegten äußeren Stadtmauer ein Wohngebiet mit dem Mittelpunkt der Pfarrkirche St. Amandus. Weiter lagen an der Straße das Wilhelmitenkloster St. Remigius – etwa im Bereich der heutigen Remeyerhofstraße 20 – und die Kapelle Armer St. Stephan – etwa im Bereich der heutigen Remeyerhofstraße 16. Sie war von einem Friedhof umgeben, der nach der Reformation Friedhof der Lutheraner war. Nach der Stadtzerstörung von 1689 war das Umfeld der Straße weitgehend unbebaut. Sie führte durch landwirtschaftliche Flächen und Weingärten. Als die damals wieder wachsende Stadt Worms mit ihrer städtische Bebauung das Gebiet am Ende des 19. Jahrhunderts wieder erreichte, wurde die Straße abschnittsweise begradigt. Schon damals befanden sich hier Industriebetriebe, so die Kunstwollefabrik von Gustav Schoen (später Wilhelm Valckenberg) und die chemische Fabrik Baerle & Co.

## Bedeutung
Heute erschließt die Remeyerhofstraße in ihrem südlichen Abschnitt eine durch Gewerbe geprägte Bebauung, nördlich der Kreuzung mit der Hermannstraße Wohnbebauung. Hier liegt auch das Seniorenzentrum Worms der AWO, eine Seniorenwohnanlage. Die Straße hat den Charakter einer Anliegerstraße.